# リポキシゲナーゼ
リポキシゲナーゼ（lipoxygenase）は、リノール酸、α-リノレン酸代謝酵素の一つで、次の化学反応を触媒する酸化還元酵素である。
リノール酸 + O2 {\displaystyle \rightleftharpoons } (9Z,11E)-(13S)-13-ヒドロペルオキシオクタデカ-9,11-ジエン酸
反応式の通り、この酵素の基質はリノール酸とO2、生成物は(9Z,11E)-(13S)-13-ヒドロペルオキシオクタデカ-9,11-ジエン酸である。補因子として鉄とピロロキノリンキノン（PQQ）を用いる。
組織名はlinoleate:oxygen 13-oxidoreductaseで、別名にlipoxidase、carotene oxidase、lipoperoxidase、fat oxidase、lipoxydase、lionoleate:O2 oxidoreductaseがある。